# Heartbreak Hotel (bài hát của Whitney Houston)
"Heartbreak Hotel" là bài hát của ca sĩ nhạc pop và R&B người Mỹ Whitney Houston hợp tác với Faith Evans và Kelly Price, nằm trong album phòng thu thứ tư của Whitney, My Love Is Your Love (1998). "Heartbreak Hotel" đạt vị trí thứ hai trên bảng xếp hạng Billboard Hot 100 và thứ nhất trên bảng xếp hạng Hot R&B/Hip-Hop Songs, cũng như được chứng nhận đĩa bạch kim bởi Hiệp hội công nghiệp ghi âm Mỹ (RIAA). Ngoài Mỹ, bài hát còn đạt thành công tại các quốc gia khác. Bài hát nhận được hai đề cử tại Giải Grammy năm 2000: Bài hát R&B hay nhất và Trình diễn giọng R&B bởi một tập thể hay nhóm nhạc xuất sắc nhất. Video của bài hát được đề cử một giải MTV Video Music Awards ở hạng mục "Video R&B xuất sắc nhất".

## Danh sách track và định dạng
- U.S. CD Single

1. Heartbreak Hotel (Album Version) - 4:41
2. Heartbreak Hotel (Hex Hector Radio Mix) - 4:20
3. Heartbreak Hotel (Hex Hector Club Mix) - 8:44

- U.K. CD Single

1. Heartbreak Hotel (R.I.P. Radio Edit) - 3:42
2. Heartbreak Hotel (Undadoggz Radio Edit) - 3:39
3. Heartbreak Hotel (Album Version) - 4:41
4. Heartbreak Hotel (Undadoggz Club Rub Pt.1] - 5:55

- U.S. Remixes Vinyl

1. Heartbreak Hotel (Hex Hector Club Mix) - 8:44
2. Heartbreak Hotel (Hex Hector NYC Rough Mix) - 9:14
3. Heartbreak Hotel (Hex Hector Radio Mix) - 4:20

- European 12" Promo

1. Heartbreak Hotel (R.I.P. Radio Mix) - 3:40
2. Heartbreak Hotel (Undadoggz Radio Edit) - 3:39
3. Love To Infinity Megamix - 9:22

- U.K. CD Maxi

1. Heartbreak Hotel (R.I.P. Radio Mix) - 3:40
2. Love To Infinity Megamix (Edit) - 5:17
3. Heartbreak Hotel (Album Version) - 4:41
4. Heartbreak Hotel (Undadoggz Club Rub Part 2) - 4:30
5. Love To Infinity (Extended)

- German Enhanced CD Maxi

1. Heartbreak Hotel (R.I.P. Radio Edit) - 3:42
2. Heartbreak Hotel (Undadoggz Radio Edit) - 3:39
3. Heartbreak Hotel (Album Version) - 4:38
4. Megamix (Love To Infinity Edit) - 5:17
5. I Will Always Love You - 4:23
6. Heartbreak Hotel (Music Video)
7. Love To Infinity (Music Video)

## Xếp hạng và chứng nhận
| Bảng xếp hạng (1999)                     | Vị trí cao nhất |
| ---------------------------------------- | --------------- |
| Úc (ARIA)                                | 17              |
| Bỉ (Ultratip Flanders)                   | 12              |
| Bỉ (Ultratop 50 Wallonia)                | 33              |
| Canada (RPM)                             | 12              |
| Pháp (SNEP)                              | 7               |
| Đức (GfK)                                | 61              |
| Hà Lan (Single Top 100)                  | 41              |
| New Zeland (RIANZ)[A]                    | 33              |
| Thụy Sĩ (Schweizer Hitparade)            | 77              |
| Hoa Kỳ Billboard Hot 100                 | 2               |
| Hoa Kỳ Hot R&B/Hip-Hop Songs (Billboard) | 1               |
| Hoa Kỳ Dance Club Songs (Billboard)      | 1               |
| Bảng xếp hạng (2000)                     | Vị trí cao nhất |
| Anh Quốc (OCC)                           | 25>[B]          |

| Bảng xếp hạng (1999)       | Xếp hạng |
| -------------------------- | -------- |
| Australian Singles Chart   | 94       |
| French Singles Chart       | 65       |
| U.S. Billboard Hot 100     | 4        |
| U.S. Dance/Club Play Songs | 23       |
| U.S. R&B/Hip-Hop Songs     | 3        |

| Nước(Chứng nhận) | Chứng nhận |
| ---------------- | ---------- |
| Mỹ (RIAA)        | Bạch kim   |

## Liêm kết ngoài
- Heartbreak Hotel at Discogs